# 後壁黃家古厝
後壁黃家古厝位於臺灣臺南市後壁區，於2008年4月9日公告為臺南市市定古蹟, 為臺灣少數保持完整的閩南式四合院。

## 沿革
後壁黃家祖籍福建泉州，在黃合興一代仍住於菁寮（今臺南後壁區墨林里一帶）務農為生，而後黃合興的四個兒子黃謀、黃冬、黃振隆、黃振德一同搬到後壁寮並經營「黃振興合資會社」，同時也開始興建此座古厝。黃振興合資會社經營的事業有不動產買賣、金錢借貸、石灰磚瓦業、稻穀錢糧買賣等等，而四兄弟中由黃振隆主掌大局，黃冬主管穀糧方面的事業，黃振德管理石灰山產方面的事業。該古厝目前由黃氏四兄弟之後代多人維護與管理。
該棟古厝於2008年公告為古蹟後，於2010年的甲仙大地震中有局部受損，之後進行修復。

## 建築特色
後壁黃家古厝是七包三式的四合院。坐北朝南，佔地六千多坪，分前後兩落和左右伸手；前落正身三間起，正面屋頂牆額以洗石子裝飾，有黃氏堂號「紫雲衍派」；一廳二房，大廳為客廳，前後廊皆做成「出步柱」。後落正身七間起，中三間略為抬高以顯尊卑；正廳為「公媽廳」，是全棟大厝的軸心。廳前步口亦做成「出步柱」格式，與前落後廊對應。兩側「伸手」各有「過水廊」，接通前後落。前後落與左右伸手形成「天井」，是為中埕花園。全棟建築師父係來自中国福建的「唐山師父」，材料亦採用從福建進口的福州衫和石條，磚瓦則由宅前「大埕堀」自行取土製造。取土後形成一個半月形的「風水池」。前池塘後花園是典型的傳統閩南式建築格局。整棟建築採圓光造形的木框玻璃「大正窗」。步口係「出步柱」的木構棟架，雕樑畫棟，精緻而細膩。兩廳內部皆為穿斗式木構，榫接穿樑，結雕裝飾顯得古樸典雅，美輪美奐。廳內及步口，鋪設俱有區隔內外活動範圍特殊涵意的地磚；紅磚牆上，嵌鑲特製山水花鳥彩繪磁磚。

## 圖片

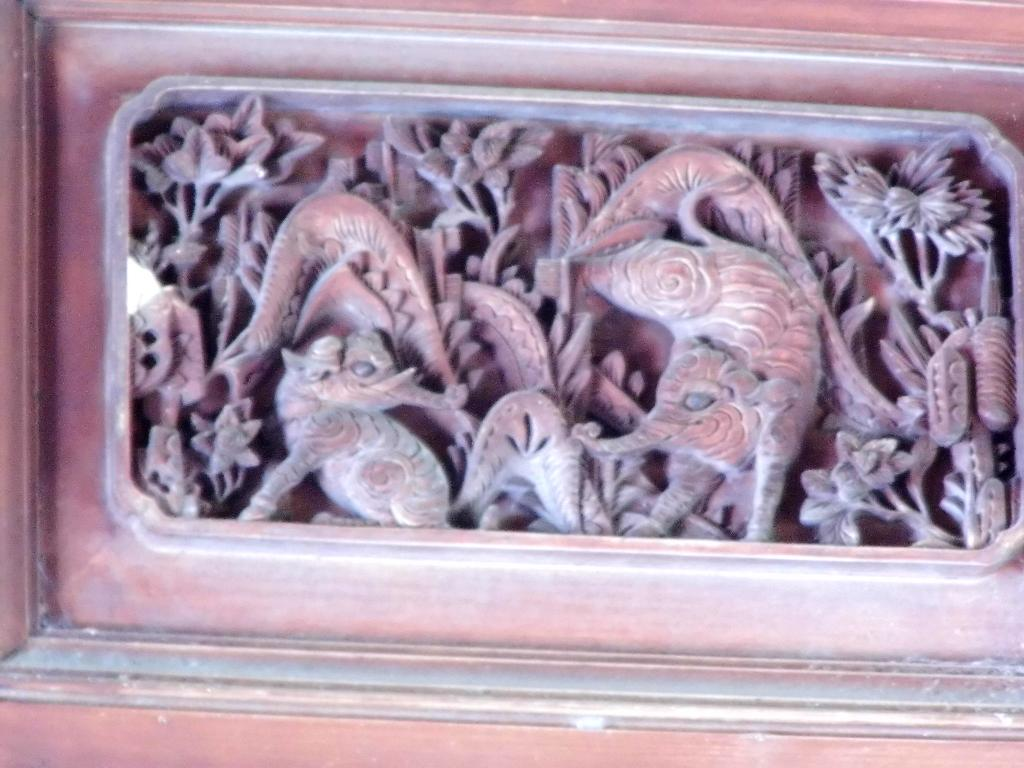
大廳內廳雕刻藝術
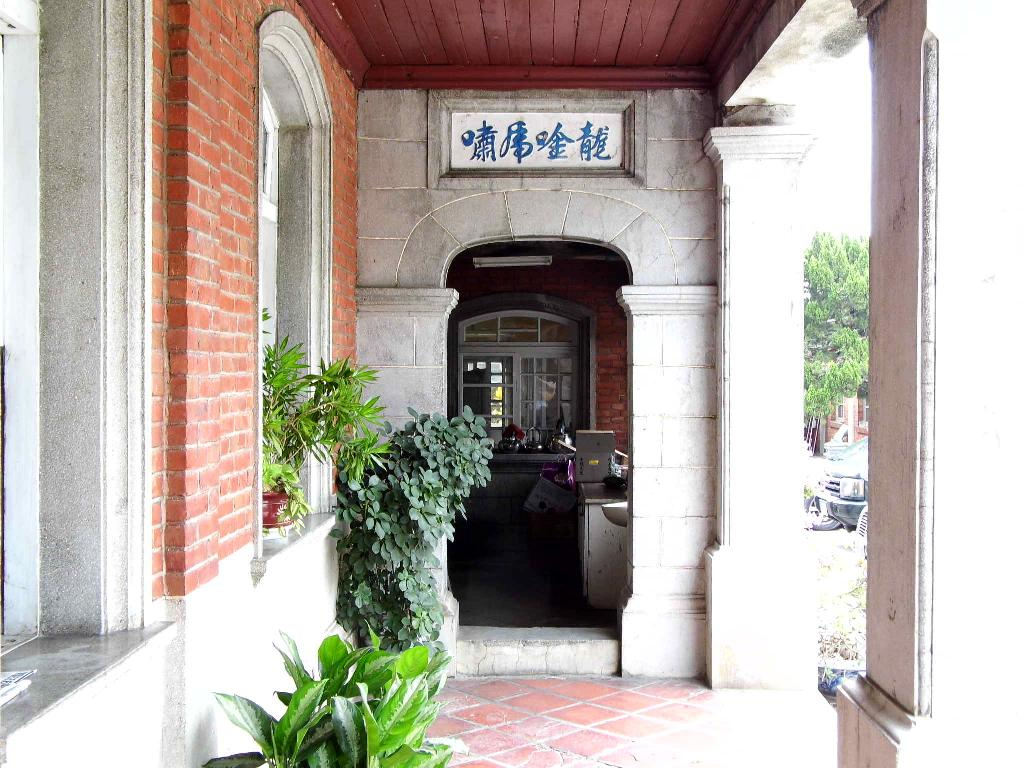
大廳正門左側外走廊
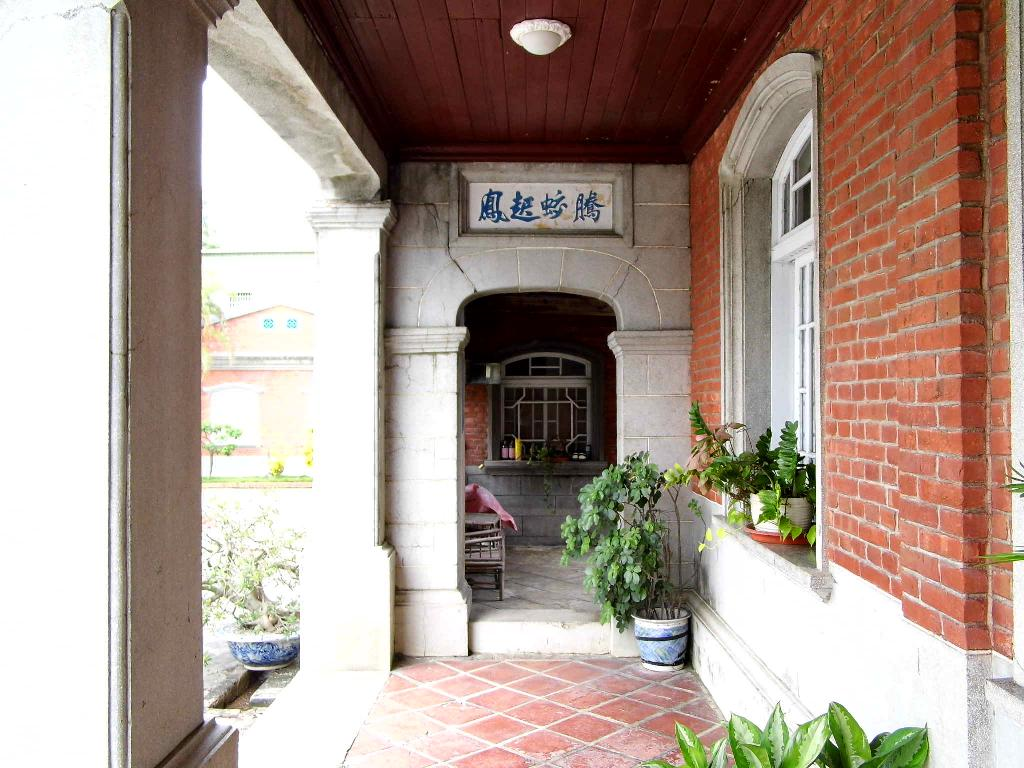
大廳正門右側外走廊
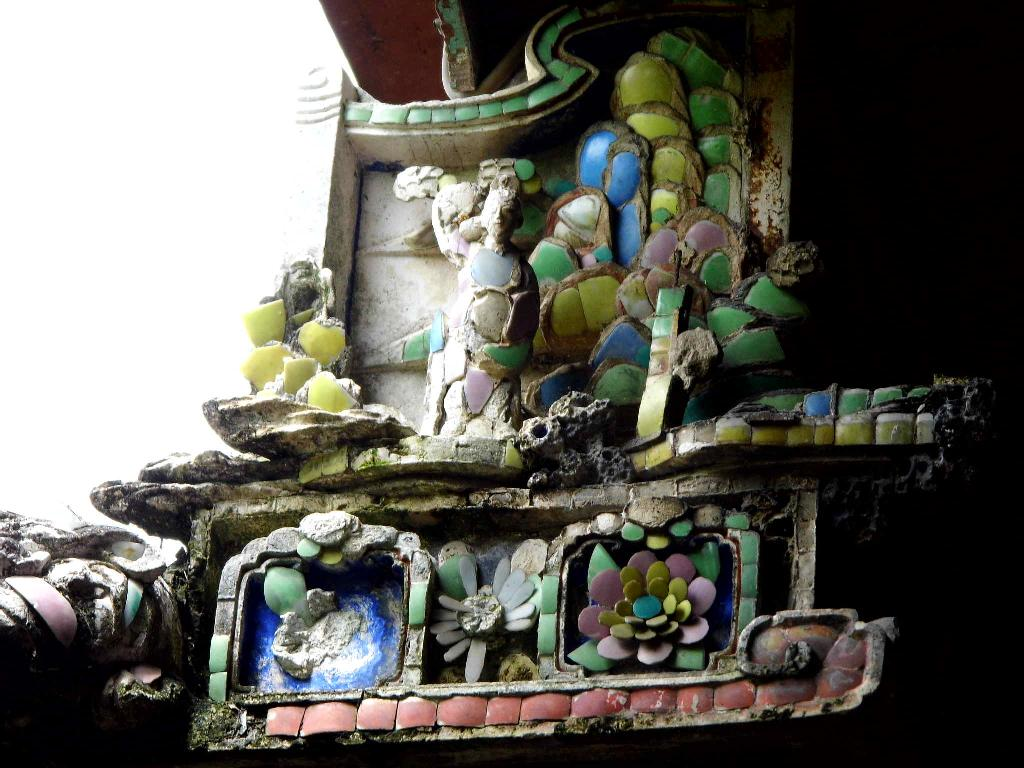
屋簷裝飾藝術
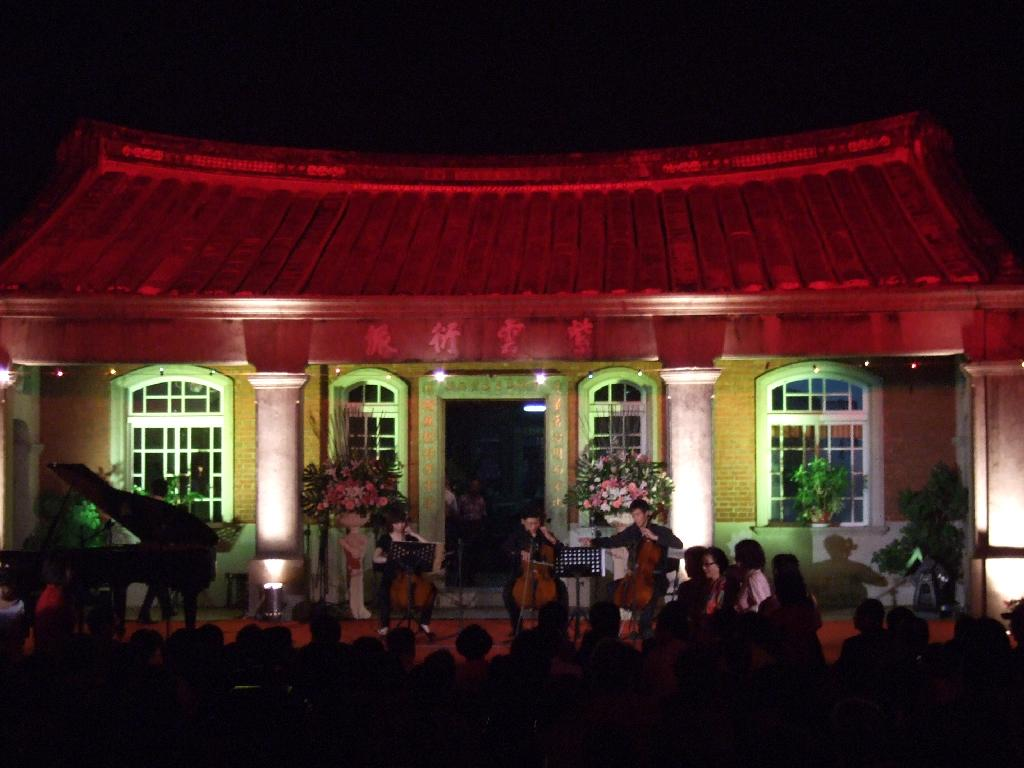
夜景(中秋音樂會)